# دايفيد مورغان
دايفيد مورغان (بالإنجليزية: David Morgan) (4 يوليو 1994 بلفاست المملكة المتحدة لبريطانيا العظمى وأيرلندا - ) هو لاعب كرة قدم بريطاني يلعب كلاعب وسط.

## روابط خارجية
- دايفيد مورغان على موقع قاعدة بيانات كرة القدم.إي يو (الإنجليزية)
- دايفيد مورغان على موقع Soccerbase.com (لاعب) (الإنجليزية)
- دايفيد مورغان على موقع Soccerway.com (الإنجليزية)